# Марфунин, Арнольд Сергеевич
Арно́льд Серге́евич Марфу́нин (20 августа 1926, Полторацк, Туркменская ССР, СССР — 10 августа 2020) — советский и российский учёный, доктор геолого-минералогических наук, специалист в области минералогии и геммологии, член-корреспондент РАН, научный руководитель Геммологического центра МГУ.

## Биография
В 1943 году поступил в Казахский горно-металлургический институт, в 1945 году перевёлся в Московский институт цветных металлов и золота (МИЦМиЗ). Окончил институт в 1949 году.
В 1952 году защитил диссертацию кандидата геолого-минералогических наук и остался преподавать в МИЦМиЗ.
С 1959 года работал в Институте геологии рудных месторождений, петрографии, минералогии и геохимии АН СССР — заведующий лабораторией оптики и электронного парамагнитного резонанса.
В 1962 году защитил диссертацию «Полевые шпаты — фазовые взаимоотношения, оптические свойства, геологическое распределение» на соискание степени доктора геолого-минералогических наук.
С 1985 года работал в МГУ им. М. В. Ломоносова, заведующий кафедрой минералогии (1986—2011). В 1987 году присвоено звание профессора. 23 декабря 1987 года избран членом-корреспондентом АН СССР.
Умер 10 августа 2020 года в Москве. Похоронен на Троекуровском кладбище.

## Награды и премии
- 1984 — Премия Совета Министров СССР[6]

## Членство в организациях
- Почётный член Всесоюзного минералогического общества (1987)[7]

## Публикации
Основные работы:
- Полевые шпаты: фазовые взаимоотношения, оптические свойства, геологическое распределение. М., 1962
- Введение в физику минералов. М., 1974
- История золота. М., 1987